# Самойлов Самуїл Ісаакович
Самуї́л Ісаа́кович Само́йлов (Бесидський) (23 серпня 1900 — 27 вересня 1938) — український радянський розвідник. Начальник Розвідувального Управління НКВС Української РСР (1932—1933, 1936—1937)

## Життєпис
Народився 23 серпня 1900 року у селі Кривці Уманського повіту Київської губернії. У 1917 році закінчив 4-класне вище початкове училище у селі Розкішне. У 1918 році він навчався в Уманському середньо-будівельно-технічному училищі та на загальноосвітніх курсах при Тельшивській гімназії, яка була евакуйована із Польщі до міста Корсунь Київської губернії.
У 1919—1920 рр. — працює службовцем у лісовому господарстві міста Тараща Київської губернії, як співробітник Таращанського ревкому тричі заарештовувався повстанськими загонами, де йому загрожував розстріл.
У 1920—1921 рр. — червоноармієць 25-ї маршової роти 1-го запасного батальйону 365-го полку 179-ї бригади 60-ї дивізії 14-ї армії, воював на польському фронті, був поранений.
З 1921 року — працює військовим слідчим військово-контрольного пункту № 1 Особливого відділу та військовим слідчим Особливого відділу цієї ж армії.
У 1921—1922 рр. — обіймає посади військового слідчого та старшого військового слідчого пункту № 4 Особливого відділу Київського військового округу.
З травня по листопад 1922 року — співробітник розвідувального управління штабу Українського військового округу Робітничо-Селянської
Червоної Армії.
У 1923 році — позаштатний помічник уповноваженого Контррозвідувального відділу Проскурівського окружного відділу Державного політичного управління.
До серпня 1925 року — помічник Уповноваженого секретно-оперативної групи Контррозвідувального відділу Проскурівського окружного відділу Державного політичного управління.
З 1925 по лютий 1931 рр. — уповноваженим 2-го відділення Контррозвідувального відділу ДПУ УСРР. Старший уповноваженим 3-го відділення вищезазначеного відділу.
У 1931 році — призначений на посаду — начальника 1-го відділення Особливого відділу Державного політичного управління УСРР.
У жовтні 1932 року — начальник Іноземного відділення Державного політичного управління УСРР.
З липня 1933 по червень 1934 рр. — заступник начальника Іноземного відділу Державного політичного управління УСРР.
У січні 1936 року йому присвоєно спеціальне звання капітана держбезпеки. У подальшому, до січня 1937 року, С. І. Самойлов працює на посаді помічника начальника Особливого відділу Державного політичного управління Української СРР.
У січні 1937 року — його призначено заступником начальника 3-го відділу Управління державної безпеки Народного комісаріату внутрішніх справ Української РСР, де до березня 1938 року він обіймав також посади помічника та тимчасово виконуючого обов'язки начальника цього відділу.
У березні 1938 року відкликаний до Народного комісаріату внутрішніх справ СРСР, невдовзі, 25 квітня 1938 року заарештований.
27 вересня 1938 року засуджено на смерть і розстріляно.

## Нагороди та відзнаки
- Орден Червоної Зірки (1937),
- Знак «Почесний працівник ВНК-ДПУ»,
- Двічі — бойовою зброєю від Державного політичного управління Української РСР.